# Palau Broncos XIII
 (mai 2018).
Si vous disposez d'ouvrages ou d'articles de référence ou si vous connaissez des sites web de qualité traitant du thème abordé ici, merci de compléter l'article en donnant les références utiles à sa vérifiabilité et en les liant à la section « Notes et références ».
Pour les articles homonymes, voir Palau.
Maillots
Actualités
Le Palau XIII Broncos est un club de rugby à XIII français basé à Palau-del-Vidre (Pyrénées-Orientales) et fondé en 1952.
Ce club d'Occtanie est présidé par Jean-Claude Touxagas pendant vingt-cinq ans jusqu'en 2019, où un quatuor lui succède.
Il évolue au plus haut niveau français, son équipe première disputant le Championnat de France d'« Elite 1 », cela en dépit de la dimension modeste du village dans lequel il est basé (à peine plus de 3 000 habitants). Toutefois, en 2021, initialement intégré à la première division, le club renonce avant l'ouverture de la saison et a demandé sa rétrogradation en division fédérale pour des raisons économiques.

## Histoire
Le Racing Club palauenc a été créé en 1920, sur la rive droite du Tech, sous l’égide de la FFR XV, à une époque où le rugby à XIII n’avait pas encore fait son apparition en France. Le club fut sacré champion de France 3e série en 1928. Un enfant du pays, un certain Georges Vaills, faisait alors la fierté du village sous le maillot du XV de France et de l’US perpignanaise. C’est en 1952 que le club passa à XIII[réf. souhaitée] et reste à ce jour un fief treiziste enclavé au milieu de terres « quinzistes  » catalanes qui s’étendent de la Côte Vermeille aux Albères, du Vallespir jusqu’à la plaine du Roussillon. C’est, sans nul doute, en toute logique que le stade de rugby porte le nom de Georges Vaills[réf. souhaitée]. Mais il aurait pu être baptisé tout autant des noms tels que Pierre Sabouraud, Michel Vial, Jacques Jorda, Pierre Zamora, Guy Lafforgue, Jean-Claude ou Julien Touxagas. Autant de noms issus ou passés par le club qui se sont illustrés dans le ciel treiziste français, sous le maillot tricolore, du XIII catalan ou de Saint-Estève XIII, qui ont remporté tant de titres, leur octroyant une place d’honneur dans le Panthéon du Rugby à XIII.
Jean-Claude Touxagas (ancien joueur) en fut le président pendant vingt-cinq années jusqu'au 30 juin 2019 avant de laisser la main à un quatuor composé de Valérie Fourriques, Thomas Deprade, Nicolas Solnais et Yves Delorme.
En juin 2001, le club a à déplorer la disparition du deuxième ligne Stéphane Bonaventure, qui avait également joué à Aussillon, et à l'AS Carcassonne, décédé d'une rupture d'anévrisme à l'âge de 26 ans.
Le palmarès du Racing Club palauenc, rebaptisé aujourd’hui Broncos de Palau est remarquable compte tenu de la dimension modeste de la commune dans laquelle le club évolue (à peine plus de 3 000 habitants). Dix titres de champion de France : Élite 2 (1994, 2010), Nationale 1 (2008), 2e Division (1959, 1985, 2000), 3e Division (1956, 1988, 1990), Division Fédérale (1965)
Cinq finales : Élite 2 (2006), 2e Division (1957, 1958, 1986, 1993)
Quatre Coupes de France : Fédérale (1984, 2001, 2002), Coupe Dejean (2008)
Cinq finales de Coupe de France Fédérale : (1958, 1960, 1986, 1993, 1999)
Les Broncos de Palau sont revenus, depuis la saison 2007/2008, dans le Championnat Élite 2 et ont été sacrés champions de France en 2010.
La disparition tragique de Julien Diaz en 2010 a plongé les Broncos dans la peine, laissant un énorme vide dans la vie du club.
Au mois de juillet 2019, le terrain de Palau est illégalement occupé par des gens du voyage. A un moment particulièrement mal choisi pour le club, puisqu'il avait prévu non seulement des entrainements pour ses sections junior, mais aussi de le mettre à la disposition du club de Wakefield, pour qu'il puisse préparer son match face aux dragons en Super League.
En 2021, le club décide ne plus disputer l'Élite 1 pour des raisons financières, il est rétrogradé administrativement en « Nationale ». Rodney Howe est alors nommé au poste d'entraineur.

## Présentation
Le club comptait pour la saison 2010/2011 environ 170 licenciés. Une équipe réserve, une équipe junior ainsi qu'une équipe loisir ont vu le jour à l’aube de cette saison charnière. Mais ce qui est tout aussi prometteur, c’est l’effectif de son école de rugby qui s'accroît d'année en année, laissant entrevoir l’espoir d’un avenir serein pour les futures générations de Broncos.
Le lien entre Palau XIII et les Dragons Catalans est également très fort puisque plusieurs joueurs, dont David Berthezène et Julien Touxagas, qui font partie de l'effectif 2011/2012 se sont également illustrés et ont fait vibrer les tribunes de Gilbert Brutus sous le maillot des Dragons. Et puis le stade Georges Vaills a régulièrement l’honneur d’offrir sa pelouse aux équipes britanniques de Super League pour les séances d’entraînement, à l’occasion de leurs déplacements en terre catalane[réf. souhaitée].
Palau XIII est sans doute aussi un précurseur en matière de rencontres franco-britanniques[réf. souhaitée]puisque, depuis de longues années, une amitié les lie à un club de la région de Salford. Plusieurs joueurs issus de cette région d’outre-Manche ont porté le maillot rouge et jaune. Le titre remporté en 2010 a donné l’occasion aux Broncos de disputer, au mois d’octobre 2010, une coupe d’Europe amateur face une équipe championne d’Angleterre de 3e division[réf. souhaitée]. À une époque, des joueurs venus de l’hémisphère sud ont également porté les couleurs du club palauenc[réf. souhaitée][Qui ?].

## Palmarès
| Championnat de France              | Coupe de France                     | Championnat de France de deuxième division                                |
| ---------------------------------- | ----------------------------------- | ------------------------------------------------------------------------- |
| - Champion (0) : - Finaliste (0) : | - Vainqueur (0) : - Finaliste (0) : | - Vainqueur (5) : 1994, 2010, 2012, 2013 et 2025. - Finaliste (1) : 2006. |

## Résultats
| Année                                      | Année                                      | Saison régulière                                                                 | Saison régulière                                                                 | Saison régulière                                                                 | Saison régulière                                                                 | Saison régulière                                                                 | Saison régulière                                                                 | Saison régulière                                                                 | Saison régulière                                                                 | Phase finale                                                                     | Phase finale                                                                     | Phase finale                                                                     | Phase finale                                                                     | Phase finale                                                                     | Phase finale                                                                     | Phase finale                                                                     | Coupe                                                                            |
| Année                                      | Année                                      | Class.                                                                           | Points                                                                           | MJ                                                                               | V.                                                                               | N.                                                                               | D.                                                                               | Pp.                                                                              | Pc.                                                                              | Perf.                                                                            | MJ                                                                               | V.                                                                               | N.                                                                               | D.                                                                               | Pp.                                                                              | Pc.                                                                              | Performance                                                                      |
| Championnat de France de deuxième division | Championnat de France de deuxième division | Championnat de France de deuxième division                                       | Championnat de France de deuxième division                                       | Championnat de France de deuxième division                                       | Championnat de France de deuxième division                                       | Championnat de France de deuxième division                                       | Championnat de France de deuxième division                                       | Championnat de France de deuxième division                                       | Championnat de France de deuxième division                                       | Championnat de France de deuxième division                                       | Championnat de France de deuxième division                                       | Championnat de France de deuxième division                                       | Championnat de France de deuxième division                                       | Championnat de France de deuxième division                                       | Championnat de France de deuxième division                                       | Championnat de France de deuxième division                                       | Coupe de France                                                                  |
| 1998                                       | 1998                                       |                                                                                  |                                                                                  |                                                                                  |                                                                                  |                                                                                  |                                                                                  |                                                                                  |                                                                                  |                                                                                  |                                                                                  |                                                                                  |                                                                                  |                                                                                  |                                                                                  |                                                                                  | Non inscrit                                                                      |
| 1999                                       |                                            |                                                                                  |                                                                                  |                                                                                  |                                                                                  |                                                                                  |                                                                                  |                                                                                  |                                                                                  |                                                                                  |                                                                                  |                                                                                  |                                                                                  |                                                                                  |                                                                                  |                                                                                  |                                                                                  |
| 2000                                       |                                            |                                                                                  |                                                                                  |                                                                                  |                                                                                  |                                                                                  |                                                                                  |                                                                                  |                                                                                  |                                                                                  |                                                                                  |                                                                                  |                                                                                  |                                                                                  |                                                                                  |                                                                                  |                                                                                  |
| 2001                                       |                                            |                                                                                  |                                                                                  |                                                                                  |                                                                                  |                                                                                  |                                                                                  |                                                                                  |                                                                                  |                                                                                  |                                                                                  |                                                                                  |                                                                                  |                                                                                  |                                                                                  |                                                                                  |                                                                                  |
| 2002                                       |                                            |                                                                                  |                                                                                  |                                                                                  |                                                                                  |                                                                                  |                                                                                  |                                                                                  |                                                                                  |                                                                                  |                                                                                  |                                                                                  |                                                                                  |                                                                                  |                                                                                  |                                                                                  |                                                                                  |
| 2003                                       |                                            |                                                                                  |                                                                                  |                                                                                  |                                                                                  |                                                                                  |                                                                                  |                                                                                  |                                                                                  |                                                                                  |                                                                                  |                                                                                  |                                                                                  |                                                                                  |                                                                                  |                                                                                  |                                                                                  |
| 2004                                       |                                            |                                                                                  |                                                                                  |                                                                                  |                                                                                  |                                                                                  |                                                                                  |                                                                                  |                                                                                  |                                                                                  |                                                                                  |                                                                                  |                                                                                  |                                                                                  |                                                                                  |                                                                                  |                                                                                  |
| 2005                                       |                                            |                                                                                  |                                                                                  |                                                                                  |                                                                                  |                                                                                  |                                                                                  |                                                                                  |                                                                                  |                                                                                  |                                                                                  |                                                                                  |                                                                                  |                                                                                  |                                                                                  |                                                                                  |                                                                                  |
| 2006                                       |                                            |                                                                                  |                                                                                  |                                                                                  |                                                                                  |                                                                                  |                                                                                  |                                                                                  |                                                                                  |                                                                                  |                                                                                  |                                                                                  |                                                                                  |                                                                                  |                                                                                  |                                                                                  |                                                                                  |
| 2007                                       |                                            |                                                                                  |                                                                                  |                                                                                  |                                                                                  |                                                                                  |                                                                                  |                                                                                  |                                                                                  |                                                                                  |                                                                                  |                                                                                  |                                                                                  |                                                                                  |                                                                                  |                                                                                  |                                                                                  |
| 2008                                       |                                            |                                                                                  |                                                                                  |                                                                                  |                                                                                  |                                                                                  |                                                                                  |                                                                                  |                                                                                  |                                                                                  |                                                                                  |                                                                                  |                                                                                  |                                                                                  |                                                                                  |                                                                                  |                                                                                  |
| 2009                                       |                                            |                                                                                  |                                                                                  |                                                                                  |                                                                                  |                                                                                  |                                                                                  |                                                                                  |                                                                                  |                                                                                  |                                                                                  |                                                                                  |                                                                                  |                                                                                  |                                                                                  |                                                                                  |                                                                                  |
| 2010                                       | 2010                                       |                                                                                  |                                                                                  |                                                                                  |                                                                                  |                                                                                  |                                                                                  |                                                                                  |                                                                                  |                                                                                  |                                                                                  |                                                                                  |                                                                                  |                                                                                  |                                                                                  |                                                                                  | Huitième de finale                                                               |
| 2011                                       | 2011                                       |                                                                                  |                                                                                  |                                                                                  |                                                                                  |                                                                                  |                                                                                  |                                                                                  |                                                                                  |                                                                                  |                                                                                  |                                                                                  |                                                                                  |                                                                                  |                                                                                  |                                                                                  | 1er tour                                                                         |
| 2012                                       | 2012                                       |                                                                                  |                                                                                  |                                                                                  |                                                                                  |                                                                                  |                                                                                  |                                                                                  |                                                                                  |                                                                                  |                                                                                  |                                                                                  |                                                                                  |                                                                                  |                                                                                  |                                                                                  | Huitième de finale                                                               |
| 2013                                       |                                            |                                                                                  |                                                                                  |                                                                                  |                                                                                  |                                                                                  |                                                                                  |                                                                                  |                                                                                  |                                                                                  |                                                                                  |                                                                                  |                                                                                  |                                                                                  |                                                                                  |                                                                                  |                                                                                  |
| Championnat de France de première division | Championnat de France de première division | Championnat de France de première division                                       | Championnat de France de première division                                       | Championnat de France de première division                                       | Championnat de France de première division                                       | Championnat de France de première division                                       | Championnat de France de première division                                       | Championnat de France de première division                                       | Championnat de France de première division                                       | Championnat de France de première division                                       | Championnat de France de première division                                       | Championnat de France de première division                                       | Championnat de France de première division                                       | Championnat de France de première division                                       | Championnat de France de première division                                       | Championnat de France de première division                                       | Coupe de France                                                                  |
| 2014                                       | 2014                                       | 8e                                                                               | 31                                                                               | 20                                                                               | 6                                                                                | 2                                                                                | 12                                                                               | 481                                                                              | 556                                                                              | 1er tour                                                                         | 1                                                                                | 0                                                                                | 0                                                                                | 1                                                                                | 26                                                                               | 52                                                                               | Demi-finale                                                                      |
| 2015                                       | 2015                                       | 8e                                                                               | 29                                                                               | 20                                                                               | 8                                                                                | 0                                                                                | 12                                                                               | 493                                                                              | 529                                                                              | 1er tour                                                                         | 1                                                                                | 0                                                                                | 0                                                                                | 1                                                                                | 16                                                                               | 38                                                                               | Huitième de finale                                                               |
| 2016                                       | 2016                                       | 7e                                                                               | 31                                                                               | 18                                                                               | 8                                                                                | 2                                                                                | 10                                                                               | 525                                                                              | 607                                                                              | 2e tour                                                                          | 2                                                                                | 1                                                                                | 0                                                                                | 1                                                                                | 30                                                                               | 56                                                                               | Huitième de finale                                                               |
| 2017                                       | 2017                                       | 9e                                                                               | 15                                                                               | 20                                                                               | 4                                                                                | 0                                                                                | 16                                                                               | 343                                                                              | 694                                                                              | Non-qualifié                                                                     | 0                                                                                | 0                                                                                | 0                                                                                | 0                                                                                | 0                                                                                | 0                                                                                | Huitième de finale                                                               |
| 2018                                       | 2018                                       | 8e                                                                               | 27                                                                               | 19                                                                               | 7                                                                                | 0                                                                                | 12                                                                               | 422                                                                              | 603                                                                              | Non-qualifié                                                                     | 0                                                                                | 0                                                                                | 0                                                                                | 0                                                                                | 0                                                                                | 0                                                                                | Quart de finale                                                                  |
| 2019                                       | 2019                                       | 7e                                                                               | 26                                                                               | 19                                                                               | 5                                                                                | 0                                                                                | 14                                                                               | 492                                                                              | 583                                                                              | Non-qualifié                                                                     | 0                                                                                | 0                                                                                | 0                                                                                | 0                                                                                | 0                                                                                | 0                                                                                | Quart de finale                                                                  |
| 2020                                       | 2020                                       | Éditions annulées et titres non décernés en raison de la pandémie de coronavirus | Éditions annulées et titres non décernés en raison de la pandémie de coronavirus | Éditions annulées et titres non décernés en raison de la pandémie de coronavirus | Éditions annulées et titres non décernés en raison de la pandémie de coronavirus | Éditions annulées et titres non décernés en raison de la pandémie de coronavirus | Éditions annulées et titres non décernés en raison de la pandémie de coronavirus | Éditions annulées et titres non décernés en raison de la pandémie de coronavirus | Éditions annulées et titres non décernés en raison de la pandémie de coronavirus | Éditions annulées et titres non décernés en raison de la pandémie de coronavirus | Éditions annulées et titres non décernés en raison de la pandémie de coronavirus | Éditions annulées et titres non décernés en raison de la pandémie de coronavirus | Éditions annulées et titres non décernés en raison de la pandémie de coronavirus | Éditions annulées et titres non décernés en raison de la pandémie de coronavirus | Éditions annulées et titres non décernés en raison de la pandémie de coronavirus | Éditions annulées et titres non décernés en raison de la pandémie de coronavirus | Éditions annulées et titres non décernés en raison de la pandémie de coronavirus |
| 2021                                       | 2021                                       | 8e                                                                               | 17                                                                               | 18                                                                               | 3                                                                                | 0                                                                                | 15                                                                               | 376                                                                              | 585                                                                              | Non qualifié                                                                     | 0                                                                                | 0                                                                                | 0                                                                                | 0                                                                                | 0                                                                                | 0                                                                                |                                                                                  |
| Championnat de France de deuxième division | Championnat de France de deuxième division | Championnat de France de deuxième division                                       | Championnat de France de deuxième division                                       | Championnat de France de deuxième division                                       | Championnat de France de deuxième division                                       | Championnat de France de deuxième division                                       | Championnat de France de deuxième division                                       | Championnat de France de deuxième division                                       | Championnat de France de deuxième division                                       | Championnat de France de deuxième division                                       | Championnat de France de deuxième division                                       | Championnat de France de deuxième division                                       | Championnat de France de deuxième division                                       | Championnat de France de deuxième division                                       | Championnat de France de deuxième division                                       | Championnat de France de deuxième division                                       | Coupe de France                                                                  |
| 2024                                       | 2024                                       | 5e                                                                               | 23                                                                               | 17                                                                               | 5                                                                                | 0                                                                                | 12                                                                               | 437                                                                              | 516                                                                              | Barrage                                                                          | 1                                                                                | 0                                                                                | 0                                                                                | 1                                                                                | 10                                                                               | 58                                                                               | 1er tour                                                                         |
| 2025                                       | 2025                                       | 1er                                                                              | 42                                                                               | 16                                                                               | 14                                                                               | 0                                                                                | 2                                                                                | 532                                                                              | 326                                                                              | Champion                                                                         | 2                                                                                | 2                                                                                | 0                                                                                | 0                                                                                | 54                                                                               | 33                                                                               | Huitième de finale                                                               |